# A4076 road
Die A4076 road (englisch für Straße A4076) ist eine verhältnismäßig kurze, aber auf ihre ganze Länge als Primary route ausgewiesene Fernverkehrsstraße in Wales, Grafschaft Pembrokeshire, die bei Haverfordwest (walisisch: Hwllffordd) nach Süden von der A40 road abzweigt und über Johnston, wo die A477 road (erst ab Pembroke Dock nach Osten als Primary route ausgewiesen) abzweigt. Die A4076 führt weiter nach Süden, bis sie die Küstenstadt Milford Haven (walisisch: Aberdaugleddau) erreicht, wo sie endet.